# Xylaria enteroleuca
Xylaria enteroleuca är en svampart som först beskrevs av Speg., och fick sitt nu gällande namn av Philip Michael Dunlop Martin 1970. Xylaria enteroleuca ingår i släktet Xylaria och familjen kolkärnsvampar.   Inga underarter finns listade i Catalogue of Life.